# Montpinchon
Montpinchon ist eine französische Gemeinde mit 543 Einwohnern (Stand: 1. Januar 2022) im Département Manche in der Region Normandie. Sie gehört zum Kanton Quettreville-sur-Sienne im Arrondissement Coutances. Die Einwohner werden Montpinchonnais genannt.

## Geographie
Montpinchon liegt 19 Kilometer südöstlich von Saint-Lô in der normannischen Bocage, einer mit einer großen Anzahl an Hecken als Begrenzung landwirtschaftlicher Felder durchzogenen Landschaft. Der Soulles begrenzt die Gemeinde im Süden und Westen. Nachbargemeinden sind Savigny im Norden, Cametours im Nordosten, Cerisy-la-Salle im Osten, Notre-Dame-de-Cenilly im Südosten, Roncey im Süden, Saint-Denis-le-Vêtu im Südwesten sowie Ouville im Westen.

## Geschichte
Nach einer angeblichen Marienerscheinung im zentralfranzösischen La Talaudière im April 1982 wurde dem Vernehmen nach im September 1984 auch in Montpinchon eine Erscheinung der Jungfrau Maria gemeldet. Drei Personen soll hierbei eine blonde Maria erschienen sein. Tausende Pilger reisten eilig an, in Erwartung weiterer Erscheinungen. Es wurden jedoch von ihnen keine weiteren Sichtungen berichtet.

## Bevölkerungsentwicklung
| 1962                       | 1968 | 1975 | 1982 | 1990 | 1999 | 2006 | 2018 |
| -------------------------- | ---- | ---- | ---- | ---- | ---- | ---- | ---- |
| 776                        | 673  | 595  | 528  | 526  | 494  | 539  | 524  |
| Quellen: Cassini und INSEE |      |      |      |      |      |      |      |

## Kultur und Sehenswürdigkeiten

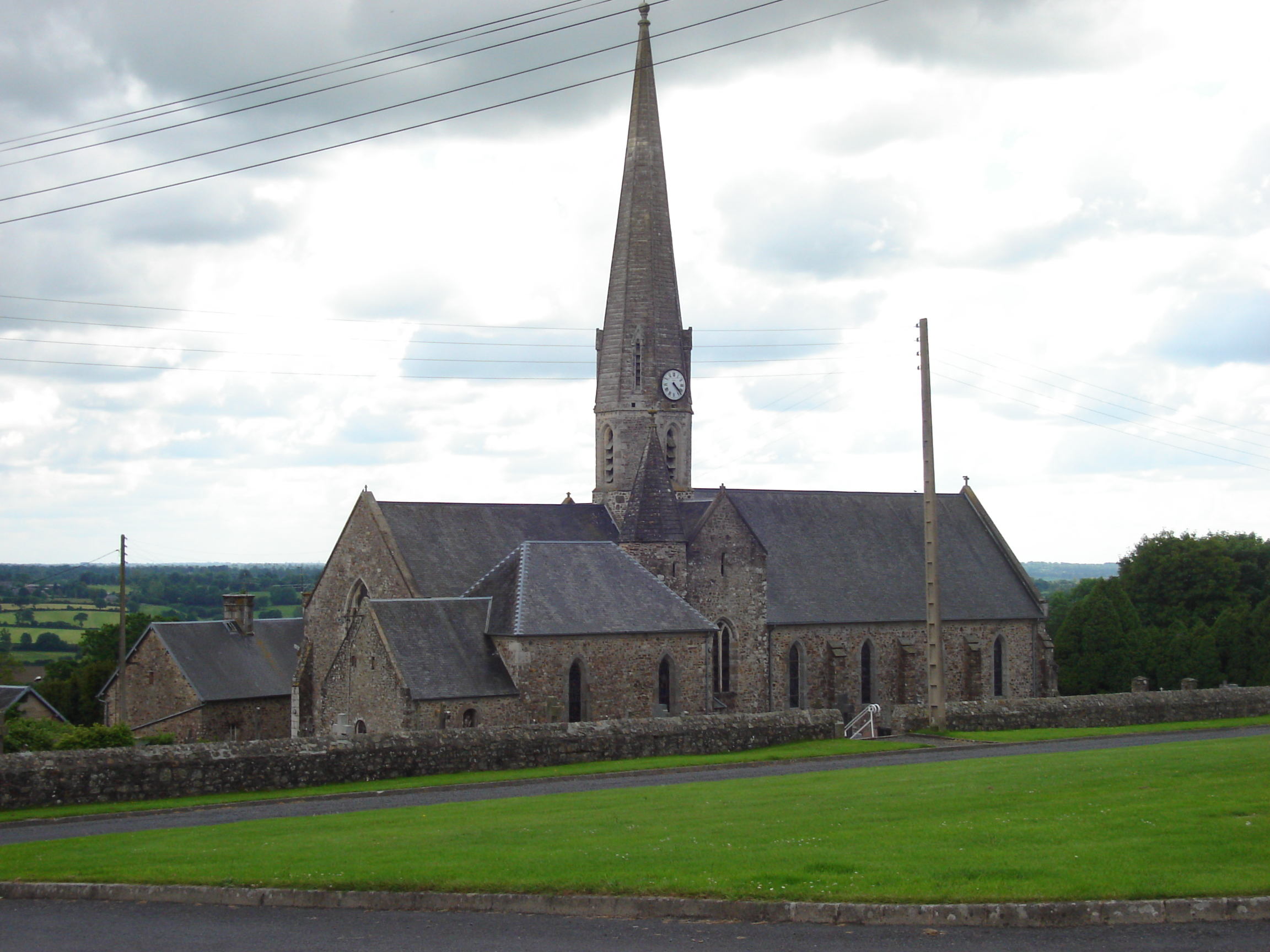
Kirche Notre-Dame

- Kirche Notre-Dame aus dem 13. Jahrhundert, Umbauten aus dem 16. Jahrhundert
- Schloss La Salle aus dem 18. Jahrhundert
- Schloss Cattehoule aus dem 17. Jahrhundert
- Herrenhaus von La Vadouvière aus dem 17. Jahrhundert